# Mammariopsis variospora
Mammariopsis variospora är en svampart som beskrevs av L.J. Hutchison & J. Reid 1988. Mammariopsis variospora ingår i släktet Mammariopsis, divisionen sporsäcksvampar och riket svampar.   Inga underarter finns listade i Catalogue of Life.